# Walter Gerstenberg
Walter Gerstenberg (26 décembre 1904 à Hildesheim - 26 octobre 1988 à Tübingen ) est un musicologue allemand spécialiste de Jean-Sébastien Bach, Domenico Scarlatti, Wolfgang Amadeus Mozart et Franz Schubert,.

## Publications
- Die Klavierkompositionen Domenico Scarlattis, Schiele, Regensburg 1931 ; également en tant que (Forschungsarbeiten des Musikwissenschaftlichen Instituts der Universität Leipzig. Volume 2, ZDB-ID (de)   2280273-3 ). Bosse, Regensburg 1933 (en outre, supplément musical dans un numéro spécial ; en même temps, Université de Leipzig, thèse, 1931) (OCLC 23623838 et 601964657).
- en tant qu'éditeur, avec Heinrich Husmann et Harald Heckmann (en), En 1951, Hambourg, 1951. Bärenreiter, Cassel parmi d’autres, 1957, (OCLC 923543745) .
- en tant qu'éditeur, avec Jan LaRue et Wolfgang Rehm, Festschrift Otto Erich Deutsch zum 80. Geburtstag am 5. Septembre 1963. Bärenreiter, Cassel atc. 1963, (de) « Publications de et sur Walter Gerstenberg », dans le catalogue en ligne de la Bibliothèque nationale allemande (DNB). (avec bibliographie).